# Alcalá de Guadaíra
Alcalá de Guadaíra là một thị xã có cự ly khoảng 10 km về phía đông nam Sevilla, Tây Ban Nha. Thị xã này đang trở thành thành phố ngoại vi của Sevilla. Thị xã này nằm bên hai bờ sông Guadaíra. Đây là một thị xã công nghiệp. Khí hậu ở đây có đặc trưng khí hậu Địa Trung Hải.